# Erioderma laminisorediatum
Erioderma laminisorediatum är en lavart som beskrevs av P. M. Jørg. & Arv. Erioderma laminisorediatum ingår i släktet Erioderma och familjen Pannariaceae.   Inga underarter finns listade i Catalogue of Life.